# Burgleitenstraße 6

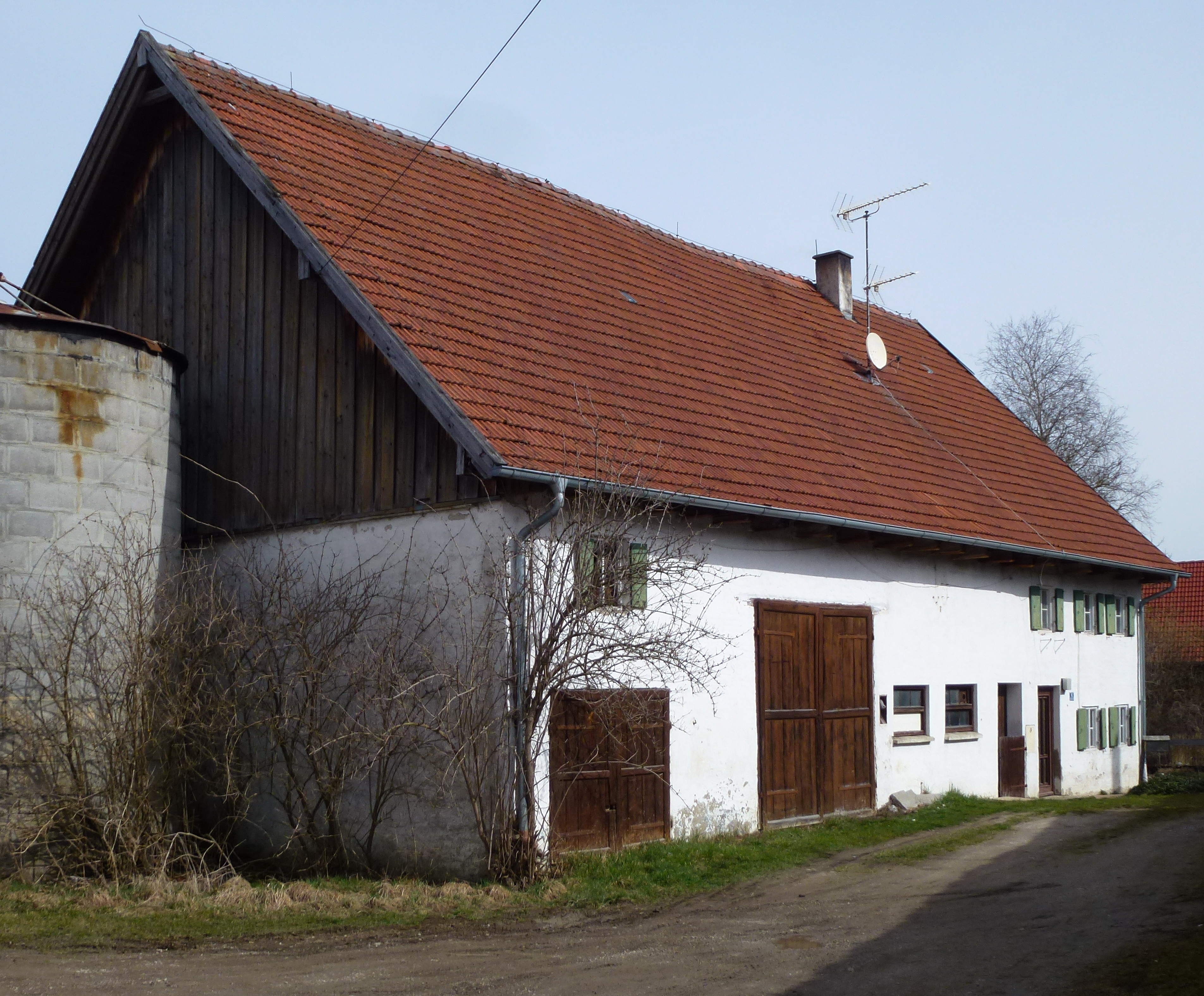
Bauernhaus Burgleitenstraße 6 in Windach

Das Gebäude Burgleitenstraße 6 in Windach, einer Gemeinde im oberbayerischen Landkreis Landsberg am Lech, wurde im Kern im 18. Jahrhundert errichtet und in der ersten Hälfte des 19. Jahrhunderts verändert. Das zweigeschossige Mitterstallhaus in Unterwindach ist ein geschütztes Baudenkmal.
Der Satteldachbau mit verschaltem Giebel und historistischem Schnitzdekor besitzt eine Tür, die mit der Jahreszahl 1895 bezeichnet ist. Die kleinen, quadratischen Fenster sind mit grünen Brettläden ausgestattet.
Die Besitzfolge des Bauernhauses lässt sich bis 1537 nachweisen.